# 弗朗西斯·克里克
弗朗西斯·哈利·康普頓·克里克 OM FRS（1916年6月8日—2004年7月28日），英国生物学家、物理学家及神经科学家。他最重要的成就是1953年在剑桥大学卡文迪许实验室与詹姆斯·沃森共同发现了脱氧核糖核酸（DNA）的双螺旋结构，二人也因此与莫里斯·威尔金斯共同获得了1962年诺贝尔生理及医学奖，獲獎原因是「發現核酸的分子結構及其對生物中信息傳遞的重要性」。克里克在2004年因大腸癌病逝於美國加州。他的同事克里斯托夫·科赫曾感叹道：“他临死前还在修改一篇论文；他至死仍是一名科学家”。

## 生平

### 早期

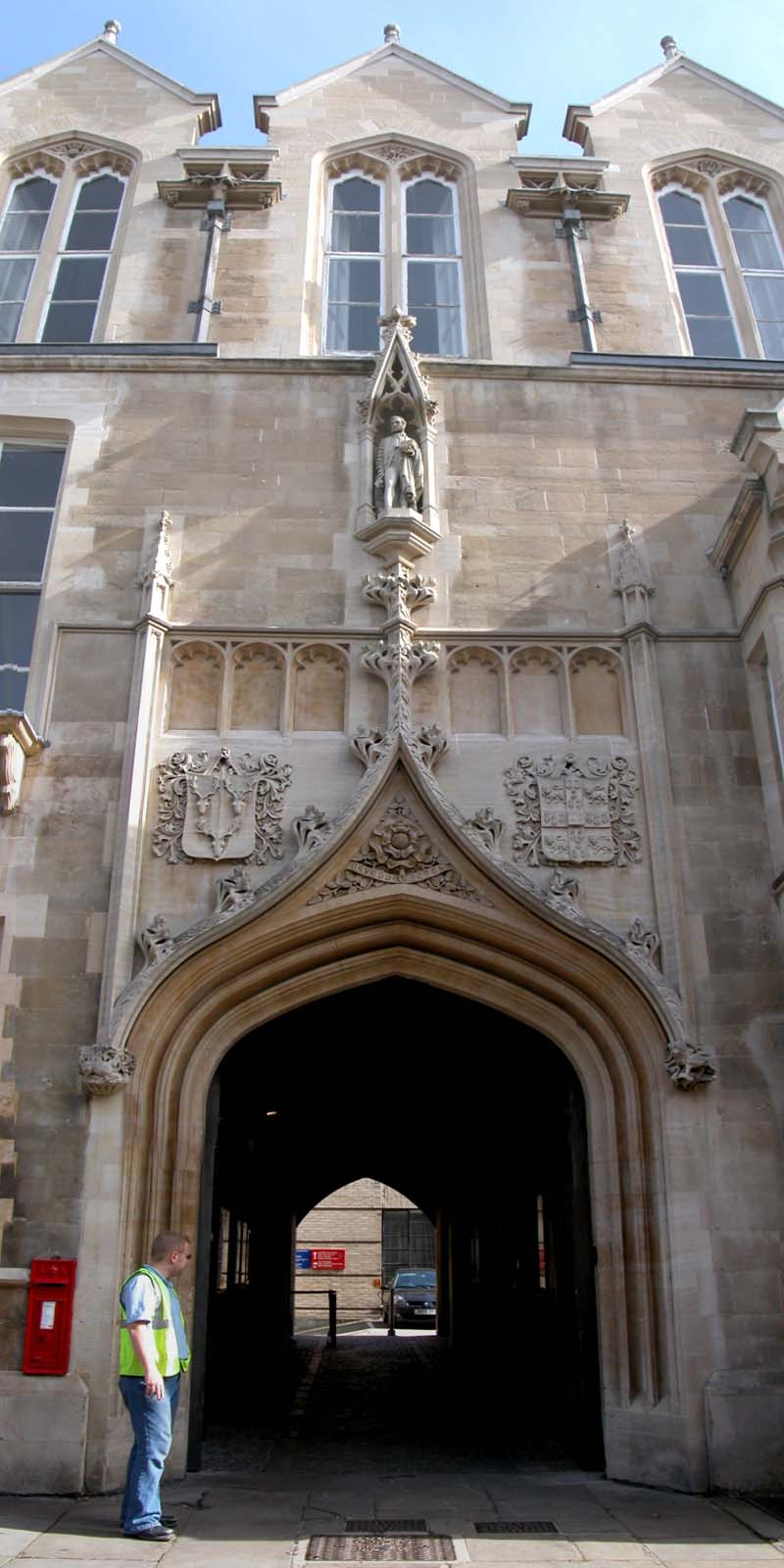
卡文迪许实验室入口

弗朗西斯·哈利·康普頓·克里克是哈利·克里克（Harry Crick、1887年至1948年）和安妮·伊麗莎白·克里克（Annie Elizabeth Crick、1879年至1955年）夫婦的第一個兒子。他在北安普頓附近的Weston Favell出生及成長，當時克里克的父親和叔叔在此經營鞋廠。他的祖父沃爾特·德布里吉·克里克（Walter Drawbridge Crick、1857年至1903年）是一位業餘博物學家，曾撰寫一份有孔蟲（單細胞原生生物）報告，並與查爾斯·達爾文互相討論。
弗朗西斯·克里克在幼年時被科學所吸引。他在大約12歲時因為喜欢科學研究胜过宗教信仰，所以他不想再進入教堂。他曾就讀於北安普頓文法學校（Northampton Grammar School），14歲後則於倫敦米尔·希尔学校學習數學、物理與化學。他在1933年7月7日獲得沃爾特·諾克斯化學獎。
克里克於21歲時獲得了倫敦大學學院物理學士學位。克里克後來未能進入劍橋大學學習，可能是因為他們認為他的拉丁文水準不足。克里克後來成為劍橋大學岡維爾與凱斯學院博士研究生和榮譽院士，主要於卡文迪什實驗室、醫學研究理事會（MRC）劍橋分子生物學實驗室工作。他也是劍橋大學丘吉爾學院及倫敦大學學院的榮譽院士。
克里克在倫敦大學學院的博士研究項目是測量水在高溫下的粘度（他描述為“最乏味的問題” ），指導教授為愛德華·安德拉德。第二次世界大戰爆發（特別是在不列顛戰役中）後，他的實驗設施遭到炸彈摧毀。
他於第二次世界大戰期間曾在金鐘研究實驗室進行研究。當時許多著名的科學家都在這裡工作，包括大衛·貝滋（David Bates）、羅伯特·博伊德（ Robert Boyd）、喬治·迪肯（George Deacon）、約翰·岡恩（John Gunn）等人，他的工作也包含磁學和聲學水雷研究，並設計新的水雷來有效地打擊德國掃雷艦。

### 第二次世界大戰之後
1947年，克里克開始學習生物，成為一位將研究重心從物理轉移到生物研究的科學家。這種轉變可能是受到物理學家的影響，例如約翰·蘭德爾，他發明雷達持續發展來贏得戰爭。克里克認為學習物理的經驗教導他重要的觀念，因為物理學已經獲得了巨大的成就，其他的科學應該也有可能得到很大的進展，例如生物學。克里克認為這種態度鼓勵他要比典型的生物學家更加大膽，傾向於關注艱鉅的生物學問題，而不是物理過去的成功經驗。
克里克與醫學研究理事會合作，同時在劍橋Strangeways實驗室工作，進行細胞質物理特性研究。他後來加入卡文迪什實驗室，與马克斯·佩鲁茨、約翰·肯德魯一起研究。當時威廉·勞倫斯·布拉格領導卡文迪什實驗室，他曾於1915年以25歲之齡獲得諾貝爾物理學獎。布拉格卡文迪什實驗室領導擊敗美國化學家萊納斯·鮑林，首先發現DNA結構。卡文迪什實驗室同時與倫敦大學國王學院競爭，當時約翰·蘭德爾領導倫敦大學國王學院生物物理學系。蘭德爾拒絕弗朗西斯·克里克在國王學院工作。弗朗西斯·克里克和國王學院的威爾金斯成為朋友，影響到後來的科學活動，就像克里克和詹姆斯·沃森之間的親密友誼一樣。
1977年，克里克離開劍橋，到美國大學任教。
1976年，加入沙克研究所，研究重心由分子生物學，轉向人類神經科學與大腦意識的研究。

### 去世
克里克於2004年7月28日在聖地牙哥加利福尼亞大學桑頓醫院拉霍亞大學因大腸癌而去世，他的骨灰最後撒向太平洋。索爾克研究所在2004年9月27日於加利福尼亞州聖地牙哥舉行公眾悼念儀式，演講嘉賓包括詹姆斯·沃森、西德尼·布倫納、亞歷克斯·瑞奇（Alexander Rich）、他的兒子麥克·克里克（Michael Crick）及小女兒杰奎琳·尼科爾斯（Jacqueline Nichols）等人。私人悼念會2004年8月3日於舉行。

## 生物研究

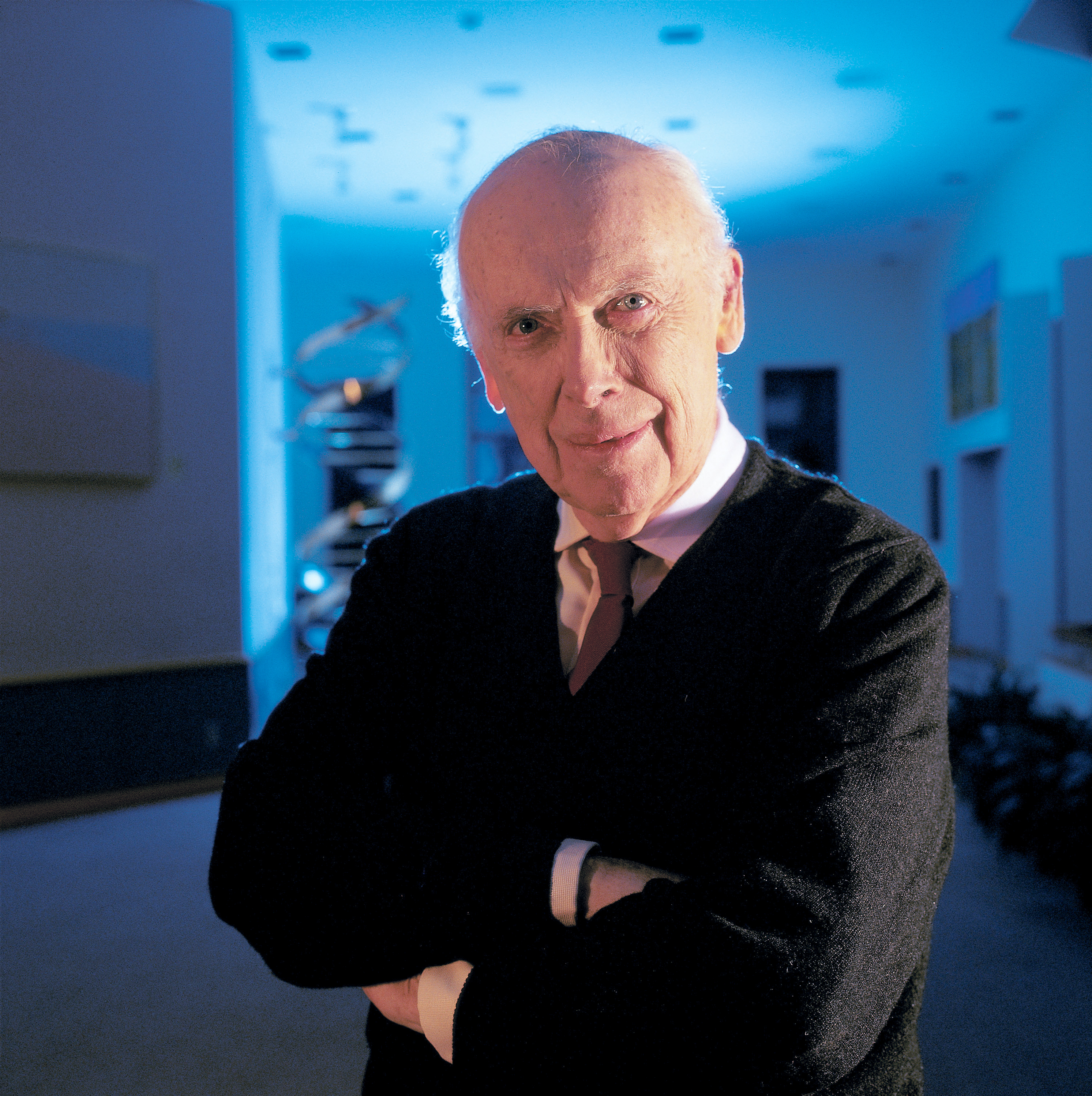
詹姆斯·沃森與弗朗西斯·克里克共同提出DNA雙螺旋形結構

克里克对生物學中的两个问题很感兴趣：一，分子如何从無生命的物质变成生物；二，大脑如何产生思想。他后来意识到他所受到的教育很适合成为一名生物物理学家。当时，克里克受到了很多来自一些著名物理学家，例如鲍林和薛定谔等人的影响。理论上，共价键可以将生物分子连接起来，成为基因的基础。但是实际上，生物学家们仍然需要知道到底是哪个分子使得整个结构具有生命。对于克里克来说，只要将达尔文从自然选择所創造出的演化论及孟德尔在基因方面所進行的研究一起匯集起来，就能獲得生命的秘密。不过当他意识到自然地形成生命有多么困难时，他说：“一个诚实的人，不管知道多少，也只能说生命的起源几乎是一个奇迹，因为有多少条件需要具備啊！”总之他称自己为“强烈倾向于无神论的怀疑论者”。
当时许多生物学家已经意识到，像蛋白质这样的高分子很有可能是基因的基礎物質。但是，蛋白质只是结构性和功能性的高分子，并且很多又是酶。1940年代中，生物学家们已经开始发现另一种高分子：脱氧核糖核酸，這是染色体另一个重要的結構，有可能是基因的根源。奥斯瓦尔德·埃弗里及他的同事发现，细菌可以替基因添加DNA分子而造成基因表现型的不同。可是也有证据说明DNA和生物学家的目标无关；DNA可能只是给更重要的蛋白质分子提供基本的框架而已。正在这时，克里克在1949年参加了剑桥大学马克斯·佩鲁茨的研究小组，开始利用X射线来研究蛋白质结晶。此种研究，在理论上，提供了科學家很好的机会來彻底明白大型分子的结构，可是实际上又有太多的技术问题，使得利用X射线在当时并不适合研究分子结晶。

### X射线结晶学
克里克自己学習了X射线结晶学的数学理论基础。在这段时间内，剑桥大学的研究员正在尝试着确认蛋白质的最稳定的螺旋链模型—α螺旋。鲍林是第一个发现α螺旋中氨基酸：旋转=3.6的比例的科學家。克里克自己目睹了他同事在研究α螺旋中所犯的错误，并在研究DNA的结构中成功地避免了类似的情景。

### 双螺旋结构

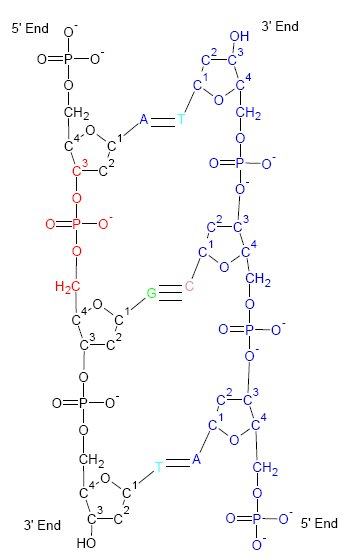
DNA磷酸骨架的图示。沃森和克里克首先制作了螺旋模型，其中磷酸骨架位于螺旋的中心。

1951年，克里克与威廉斯·科克伦（William Cochran）及泛德（Vladimir Vand）一起推出了螺旋形分子的X射线衍射的数学理论。从这个数学理论得出的结果和认为含有α螺旋的蛋白质的X射线实验结果正好吻合。此结果在1952年的一期自然杂志里出版。螺旋体衍射理论对研究DNA的结构很有帮助。
从1951年底开始，克里克开始与沃森一起在英国剑桥大学的卡文迪许实验室里工作。他们利用伦敦国王学院的科學家莫里斯·威爾金斯、雷蒙德·葛斯林及富兰克林等人的X射线衍射的实验结果，一起提出了DNA的螺旋形结构模型，并在1953年發表研究結果。

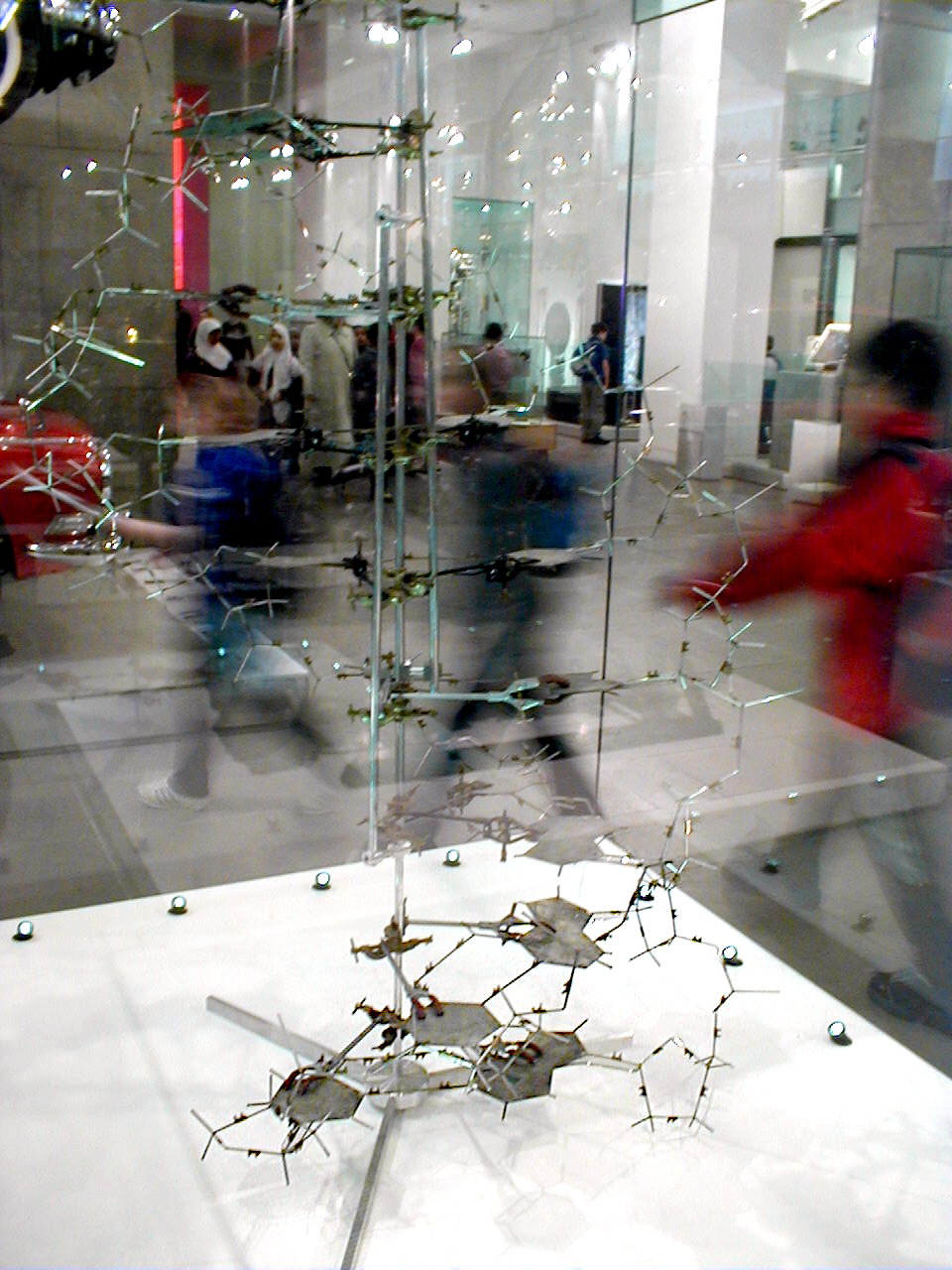
克里克与沃森發現的DNA結構

当沃森来到剑桥时，35岁的克里克仅是一名研究生，而23岁的沃森已经有了博士学位，可他们都对分子结构如何储存遗传信息的这个问题很感兴趣。他们不断地讨论着，认为他们有可能能猜到一个好的、可以解释这个问题的分子结构。1951年11月，威尔金斯與他的学生雷蒙德·葛斯林（Raymond Gosling）来到了剑桥大学，并且提供沃森和克里克一项非常重要的实验结果，那就是威尔金斯和他的同事亞歷山大·斯托克斯（Alexander Stokes），最近从DNA的X射线衍射的实验结果意识到DNA的结构必定是螺旋形的。他们的实验结果和富兰克林后来的一堂课鼓励沃森和克里克继续研究螺旋形的分子结构，但是因为他们（特别是沃森）认为鲍林有可能会抢在他们前面發表研究结果，所以在匆忙中發布一个错误的模型。他们的积极性受到了一定的打击；几个月来，他们並没有在这方面做太多的研究。就在这时，富兰克林发现并指出了他们的错误－DNA里亲水的磷酸盐应该位在螺旋表面，而疏水的碱性部分应该位在螺旋内部；而在他们的模型中，磷酸盐位在螺旋的内部，显然是不正確的。
克里克向威尔金斯描述了他们原本模型的错误，并请他與富兰克林继续帮助沃森和克里克研究DNA的分子结构。威尔金斯向他们提供了最新的、还没有發表的X射线衍射图像；富兰克林也在1952年向他们提供了她对这些图像所做的分析（这些分析后被包括在她交给伦敦国王大学的兰德尔的一份实验报告里)。这份信息进一步地巩固了他们对双螺旋、反平行的分子模型的信心。
克里克在1952年初曾经让格里菲斯试着利用基本化学原理和量子力学计算一下不同的核苷酸之间的吸引力。格里菲斯的结果显示鸟嘌呤（G）与胞嘧啶（C）互相吸引，而腺嘌呤（A）与胸腺嘧啶（T）同样也是同一对。此时克里克并没有意识到此结果的重要性。1952年底，查戈夫来到英国与沃森和克里克见面，并告知他们他的新发现，也就是查戈夫法则（也称碱基当量规则）。这条法则内含两个比例：鸟嘌呤（G）与胞嘧啶（C）的比例为1：1，腺嘌呤（A）与胸腺嘧啶（T）的比例也为1：1，與格里菲斯的计算结果相同。沃森后来突然意识到，A:T这一对和C:G这一对的结构很相似，它们都一样长，且每一对里的两个分子都是由氢键连起来的。沃森及克里克在綜合查戈夫等人的發現後完成DNA分子结构的研究。
沃森及克里克在1953年4月25日首次在《自然雜誌》公佈研究結果。卡文迪許實驗室主任勞倫斯·布拉格爵士1953年5月14日於倫敦蓋茲醫學院進行演講，里奇·考爾德在1953年5月15日於《倫敦新聞紀事報》發表一篇文章，描述該場演講內容。《紐約時報》於隔天進行報導，探討克里克的生平，文章標題為“沃森及DNA：創造一次科學革命”。劍橋大學在校生報紙《Varsity》也於1953年5月30日星期六發布短篇文章。1962年，沃森、克里克及威尔金斯因為DNA研究被授予诺贝尔医学奖。

### 分子生物學

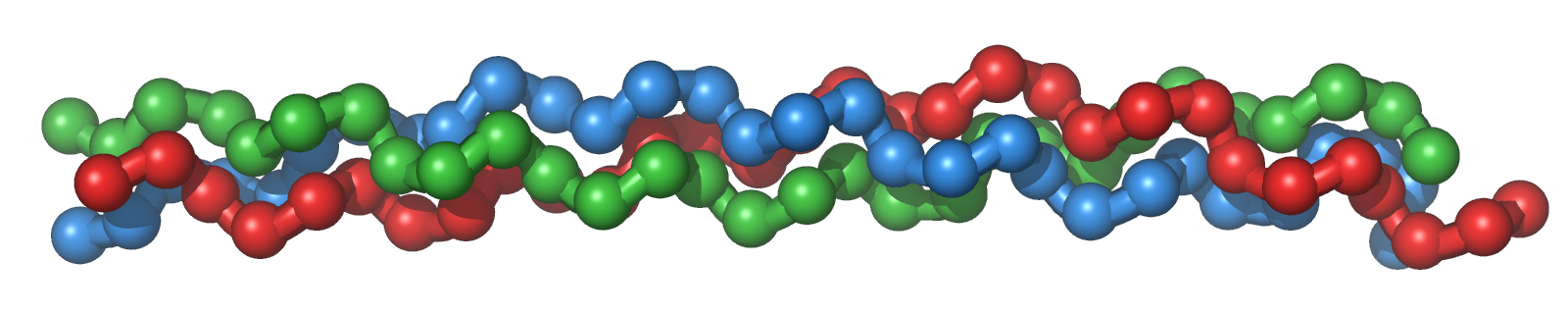
膠原蛋白三螺旋形結構

1954年，37歲的克里克完成博士論文：「X-射線晶體學：肽及蛋白質」，並獲得博士學位。克里克然後在紐約科技大學的實驗室工作，他在那裡繼續進行蛋白質X射線晶體學的分析研究，主要目標是核糖核酸酶與蛋白質生物合成機制。
克里克在發現DNA雙螺旋結構模型後，他將焦點迅速轉向生物學結構所具有的意義。1953年，沃森和克里克於《自然雜誌》發表另一篇文章：「它似乎可能是攜帶遺傳資訊代碼的基礎程序」。
1956年，克里克與沃森推測出小病毒的內部結構，認為球形病毒是由60個相同亞基所組成，例如番茄叢生矮化病毒。
他在紐約短暫工作後，克里克又回到劍橋大學，直到1976年為止。克里克在這段期間搬到加州定居。克里克與亞歷山大合作，使用X射線衍射來進行研究，例如膠原蛋白結構。
俄羅斯科學家喬治·伽莫夫組織一群科學家，針對RNA進行研究。克里克清楚的意識到，必須有一個短序列的核苷酸代碼來指定一個特定的氨基酸在新蛋白質中形成。1956年，克里克為伽莫夫的RNA研究小組撰寫一篇有關的遺傳密碼問題的論文。克里克在這篇文章中，提出蛋白質是由大約20個氨基酸所合成的證據。
在1950年代中期至後期之間，克里克持續研究蛋白質的合成。到了1958年，克里克已經可以列出所有的蛋白質合成過程中的關鍵程序。
佛朗西斯·克里克於1957年9月的一个实验生物学研讨会上，提出分子生物學中心法則（Central Dogma）。实际上，于1956年10月，他写了一篇题为“关于蛋白质合成的想法”的笔记，共有2页。该文件的第二句话是“中心法则：”一旦信息进入蛋白质，它就不能再出现了。这里的信息，是指氨基酸残基，或与其相关的其他序列的序列。”这个说法在1957年9月的讲座中反复提到了好几次，并且也出现1957年10月他发在美国《Scientific America》关于核酸的文章中。並於1970年在《自然雜誌》中重申：
分子生物學的中心法則旨在詳細說明連串信息的逐字傳送，它指出遺傳信息不能由蛋白質轉移到蛋白質或核酸之中。
DNA → RNA → 蛋白質
对于克里克来说，清楚地存在四种信息传递：DNA→DNA（DNA复制），DNA→RNA（蛋白质合成的第一步），RNA→蛋白质（蛋白质合成的第二步）和RNA→RNA它们自己。有两个步骤 （图中的虚线） 没有证据，但克里克认为是可能的：DNA→蛋白质（这意味着RNA不参与蛋白质合成）和RNA→DNA（结构上可能的，但是当时没有发现相关的生物功能）。
由于缺乏证据和缺乏生物化学机制，克里克认为是不可能的三个信息流动同样令人震惊。这些是蛋白质→蛋白质，蛋白质→RNA，最重要的是蛋白质→DNA。这就是克里克的意思，当他说，一旦信息从DNA进入蛋白质，它就无法从蛋白质中脱离出来并回到遗传密码中。这就是著名的中心法则。

## 爭議
生物學家南希·霍普金斯表示，1960年代時她還是大學生時，弗朗西斯·克里克曾經到她的實驗室，將手放在她的胸部。她說：「在我可以抬起手和他握手之前，他已經穿過房間站在我後面，將手放到我胸部問說：『妳在做什麼研究呢？』」
。

## 私生活
弗朗西斯·克里克一生曾結過2次婚，育有3個子女，共有6個孫子。

## 逸事
1953年3月19日，弗朗西斯·克里克發現DNA雙螺旋結構時，寫了一封七頁的信給其子麥可。
2013年，他的家人，將此封家書交由紐約佳士得拍賣會，包括佣金在內，以六百多萬美金（約台幣一億八千萬，人民幣三千七百萬）的價格賣出，成为有史以来拍賣價格最高的書信。部份所得捐助索尔克生物研究所。

## 相關書籍
- John Bankston, Francis Crick and James D. Watson; Francis Crick and James Watson: Pioneers in DNA Research (Mitchell Lane Publishers, Inc., 2002) ISBN 978-1-58415-122-7.
- Bill Bryson; A Short History of Nearly Everything (Broadway Books, 2003) ISBN 978-0-7679-0817-7.
- Soraya De Chadarevian; Designs For Life: Molecular Biology After World War II, CUP 2002, 444 pp; ISBN 978-0-521-57078-7.
- Roderick Braithwaite. ""'Strikingly Alive', The History of the Mill Hill School Foundation 1807-2007; published Phillimore & Co. ISBN 978-1-86077-330-3
- Edwin Chargaff; Heraclitean Fire, Rockefeller Press, 1978.
- S. Chomet (Ed.), "D.N.A. Genesis of a Discovery", 1994, Newman- Hemisphere Press, London
- Dickerson, Richard E.; "Present at the Flood: How Structural Molecular Biology Came About", Sinauer, 2005; ISBN 978-0-87893-168-2.
- Edward Edelson, "Francis Crick And James Watson: And the Building Blocks of Life"' Oxford University Press, 2000, ISBN 978-0-19-513971-6.
- John Finch; 'A Nobel Fellow On Every Floor', Medical Research Council 2008, 381 pp, ISBN 978-1-84046-940-0.
- Hager, Thomas; "Force of Nature: The Life of Linus Pauling", Simon & Schuster 1995; ISBN 978-0-684-80909-0
- Graeme Hunter; Light Is A Messenger, the life and science of William Lawrence Bragg (Oxford University Press, 2004) ISBN 978-0-19-852921-7.
- Horace Freeland Judson, The Eighth Day of Creation. Makers of the Revolution in Biology; Penguin Books 1995, first published by Jonathan Cape, 1977; ISBN 978-0-14-017800-5.
- Errol C. Friedberg; "Sydney Brenner: A Biography", pub. CSHL Press October 2010, ISBN 978-0-87969-947-5.
- Torsten Krude (Ed.); DNA Changing Science and Society (ISBN 978-0-521-82378-4) CUP 2003. (The Darwin Lectures for 2003, including one by Sir Aaron Klug on Rosalind Franklin's involvement in the determination of the structure of DNA).
- Brenda Maddox Rosalind Franklin: The Dark Lady of DNA, 2002. ISBN 978-0-00-655211-6.
- Robert Olby; The Path to The Double Helix: Discovery of DNA; first published in October 1974 by MacMillan, with foreword by Francis Crick; ISBN 978-0-486-68117-7; revised in 1994, with a 9-page postscript.
- Robert Olby; Oxford National Dictionary article: ‘Crick, Francis Harry Compton (1916–2004)’, Oxford Dictionary of National Biography, Oxford University Press, January 2008.
- Robert Olby; "Francis Crick: Hunter of Life's Secrets", Cold Spring Harbor Laboratory Press, ISBN 978-0-87969-798-3, published on 25 August 2009
- Matt Ridley; Francis Crick: Discoverer of the Genetic Code (Eminent Lives) first published in June 2006 in the US and then in the UK September 2006, by HarperCollins Publishers; 192 pp, ISBN 978-0-06-082333-7.
- Anne Sayre. 1975. Rosalind Franklin and DNA. New York: W.W. Norton and Company. ISBN 978-0-393-32044-2.
- James D. Watson; The Double Helix: A Personal Account of the Discovery of the Structure of DNA, Atheneum, 1980, ISBN 978-0-689-70602-8 (first published in 1968) is a very readable firsthand account of the research by Crick and Watson. The book also formed the basis of the award winning television dramatization Life Story by BBC Horizon (also broadcast as Race for the Double Helix).
- James D. Watson; The Double Helix: A Personal Account of the Discovery of the Structure of DNA; The Norton Critical Edition, which was published in 1980, edited by Gunther S. Stent: ISBN 978-0-393-01245-3.
- James D. Watson; "Avoid boring people and other lessons from a life in science" New York: Random House. ISBN 978-0-375-41284-4, 366pp.
- Maurice Wilkins; The Third Man of the Double Helix: The Autobiography of Maurice Wilkins ISBN 978-0-19-860665-9.

## 外部連結
- Register of Francis Crick Personal Papers – MSS 660 Crick's personal papers at Mandeville Special Collections Library, Geisel Library, University of California, San Diego
- Francis Crick Archive — Papers by Francis Crick are available for study at the Wellcome Library’s Archives and Manuscripts department. These papers include those dealing with Crick’s career after he moved to the Salk Institute in San Diego. The Crick papers
- Comprehensive list of pdf files of Crick's papers from 1950 to 1990 （页面存档备份，存于） – National Library of Medicine.
- Francis Crick papers （页面存档备份，存于） – Nature.com
- https://web.archive.org/web/20060220105232/http://www.intuition.org/txt/crick2.htm for Crick's comments on LSD
- Manuscripts and Correspondence – Mark Bretscher Discovery of Crick's original scientific material in Cambridge, England.
- Key Participants: Francis H. C. Crick （页面存档备份，存于） – Linus Pauling and the Race for DNA: A Documentary History
- An interview with Francis Crick and Christof Koch, 2001 （页面存档备份，存于）
- Listen to Francis Crick
- Presentation speech （页面存档备份，存于） at the Nobel Prize ceremony in 1962.
- The Quest for Consciousness （页面存档备份，存于） – The Quest for Consciousness – 65 minute audio program — a conversation on Consciousness with neurobiologist Francis Crick of the Salk Institute and neurobiologist Christof Koch from Caltech.
- Listen （页面存档备份，存于） to Francis Crick and James Watson talking on the BBC in 1962, 1972, and 1974.
- The Impact of Linus Pauling on Molecular Biology （页面存档备份，存于） – a 1995 talk delivered by Crick at Oregon State University
- The Crick Papers at the Wellcome Trust.
- "Quiet debut for the double helix" by Professor Robert Olby, Nature 421 (23 January 2003): 402-405.
- Reading list for discovery of DNA story from the National Centre for Biotechnology Education.
- Olby's Australian lecture, March 2010 （页面存档备份，存于）
- Salk Institute Press Release on the death of Francis Crick.
- BBC News: Francis Crick dies aged 88 （页面存档备份，存于）
- Francis Crick( （页面存档备份，存于） 2009-10-31) – MSN Encarta
- The Francis Crick Papers （页面存档备份，存于） - Profiles in Science, National Library of Medicine
- National DNA Day, 25 April 2006 Moderated Chat Transcript Archive
- Obituary （页面存档备份，存于） in "The Times" (London) of Francis Crick, 30 July 2004.
- Independent On Line article about Consciousness, 7 June 2006.
- Francis Crick Obituary （页面存档备份，存于） The Biochemist
- Obituary: Francis H. C. Crick (1916-2004) by David M. Eagleman, in Vision Research
- Siegel RM, Callaway EM. . PLoS Biology. December 2004, 2 (12): e419. PMC 535570 . PMID 17593891. doi:10.1371/journal.pbio.0020419.
- 100 Scientists and Thinkers: James Watson and Francis Crick （页面存档备份，存于） from TIME magazine.
- Francis Crick: Nobel Prize 1962, Physiology or Medicine
- Associated Press story on the death of Francis Crick （页面存档备份，存于）
- First press stories on DNA but for the 'second' DNA story in The New York Times, see: http://www.nytimes.com/packages/pdf/science/dna-article.pdf — （页面存档备份，存于） for reproduction of the original text in June 1953.
- 'Death' of DNA Helix (Crystalline) joke funeral card.
- Lynne Elkins' article on Franklin.
- 50th anniversary series of articles （页面存档备份，存于） -from The New York Times.
- Quotes （页面存档备份，存于） of Robert Olby on exactly who may have discovered the structure of DNA.
- listen to Matt Ridley （页面存档备份，存于） talking about Francis Crick.
- A celebration of Francis Crick's life in science.
- Francis Crick telling his life story at Web of Stories （页面存档备份，存于）
- Odile Crick's Artwork and biography
- Bretscher M, Lawrence P. . Current Biology. August 2004, 14 (16): R642–5. PMID 15324677. doi:10.1016/j.cub.2004.08.006.
- Article by Mark Steyn from The Atlantic in 2004 （页面存档备份，存于）.
- Review of "Francis Crick: Hunter of Life's Secrets" in 'Current Biology'.

| | DNA雙螺旋結構發現人 1953年 |
| 弗朗西斯·克里克 \| 羅莎琳·富蘭克林 \| 雷蒙·葛斯林 \| 艾力克·斯托克斯 \| 莫里斯·威爾金斯 \| 賀伯特·威爾森 \| 詹姆斯·沃森 |                            |